# Jean-Christophe Guinchard
Jean-Christophe Guinchard (Saint-Julien-en-Genevois, 1 de noviembre de 1967) es un deportista suizo que compitió en triatlón.
Ganó una medalla de plata en el Campeonato Europeo de Triatlón de 1998 y una medalla de bronce en el Campeonato Mundial de Triatlón de Larga Distancia de 1997.

## Palmarés internacional
| Campeonato Europeo | Campeonato Europeo | Campeonato Europeo | Campeonato Europeo |
| Año                | Lugar              | Medalla            | Prueba             |
| ------------------ | ------------------ | ------------------ | ------------------ |
| 1998               | Velden (Austria)   | Medalla de plata   | Individual         |

| Campeonato Mundial | Campeonato Mundial | Campeonato Mundial | Campeonato Mundial |
| Año                | Lugar              | Medalla            | Prueba             |
| ------------------ | ------------------ | ------------------ | ------------------ |
| 1997               | Niza (Francia)     | Medalla de bronce  | Individual         |